# 愛知県道115号津島七宝名古屋線
愛知県道115号津島七宝名古屋線（あいちけんどう115ごう つしましっぽうなごやせん）は、愛知県津島市からあま市を経由し、同県名古屋市熱田区に至る一般県道である。
名古屋市中川区から中村区内にかけての区間で、東名阪自動車道や名古屋高速道路5号万場線が上を通る。

## 概要

### 路線データ
- 起点：愛知県津島市唐臼町
- 終点：愛知県名古屋市熱田区新尾頭
- 主な経由地：愛知県あま市

## 沿革
- 1995年（平成7年）3月31日：認定
  - 旧路線名称は中一色名古屋線。

## 地理

### 通過する自治体
- 愛知県
  - 津島市
  - あま市
  - 名古屋市（熱田区、中区、中川区、中村区）

### 接続する道路
- 愛知県道114号津島蟹江線（唐臼町交差点）
- 愛知県道516号平和蟹江線（新おにえ橋西交差点）
- 愛知県道518号蜂須賀白浜線（百町交差点）
- 愛知県道65号一宮蟹江線（西尾張中央道）（神尾町交差点）
- 愛知県道139号須成七宝稲沢線（伊福交差点）
- 愛知県道40号名古屋蟹江弥富線（新家交差点・島井町交差点間で重複）
- 国道302号（名古屋環状2号線）（島井町交差点）
- 愛知県道59号名古屋中環状線（万場小橋西交差点）
- 愛知県道106号鳥ヶ地名古屋線（万場大橋東交差点）
- 名古屋市道豊国線（豊国通）（岩塚駅交差点）
- 名古屋高速5号万場線（烏森出口/入口）
- 愛知県道190号名古屋一宮線（畑江通5丁目交差点）
- 名古屋市道名古屋環状線（黄金跨線橋北交差点・長良町3丁目交差点間で重複）
- 名古屋市道愛知名駅南線（大須通）（黄金跨線橋下交差点）
- 名古屋市道江川線（尾頭橋交差点）
- 国道19号（伏見通）（金山新橋南交差点）

### 沿線
- 庄内川（万場大橋）
- 名古屋市営地下鉄東山線 岩塚駅
- JR東海道本線・中央本線・名鉄名古屋本線・名古屋市営地下鉄名城線・名港線 金山駅（南口）

## 別名
- 尾頭橋通（名古屋市中川区）
- 八幡通（名古屋市中川区）
- 佐屋街道（名古屋市中川区）
- 環状線（名古屋市中川区、中村区）
- 畑江通（名古屋市中村区）
- 岩塚本通（名古屋市中村区、中川区）